# Desire (Bob Dylan)
| Recensione | Giudizio |
| ---------- | -------- |
| AllMusic   | [ 7 ]    |

Desire è il diciassettesimo album in studio di Bob Dylan, pubblicato nel gennaio del 1976. Fu uno degli album di maggior successo del decennio per Dylan.

## Storia
I testi furono scritti in collaborazione con Jacques Levy, eccetto One More Cup of Coffee (Valley Below) e Sara, brano che Dylan dedicò alla moglie, Sara Lownds, in un estremo tentativo di riconciliazione in un momento in cui il loro matrimonio era in profonda crisi. Due canzoni presenti nell'album destarono molte critiche: Joey, che racconta la vita del gangster Joseph "Crazy Joe" Gallo, facendo di lui una figura romantica, e Hurricane, sul pugile Rubin "Hurricane" Carter, accusato ingiustamente di omicidio, che in quel momento si trovava ancora in carcere.
Le band con cui Dylan ha collaborato fino al 1975 erano sempre state formate da altri. L'idea di formarne una propria gli venne quando vide Patti Smith suonare con il suo gruppo in un locale del Greenwich Village, il The Other End (che successivamente prese il nome di The Bitter End) il 26 giugno del 1975. Secondo Patti Smith, Dylan fu immediatamente colpito dall'alchimia che si era creata tra lei e la sua band ed espresse il desiderio di crearne una propria.
Nelle due settimane seguenti Dylan passò molte notti nel Greenwich Village, soprattutto al The other end, rincontrando vecchie conoscenze come Rob Stoner e Bob Neuwirth, che si uniranno poi alla Rolling Thunder Revue, e Jacques Levy, che aveva conosciuto nella primavera precedente.
Gli eredi di Levy, coautore dei testi di quasi tutti i brani dell'album, nel 2020, a seguito della vendita del suo intero catalogo alla Universal Music, intentarono una causa civile contro Dylan per ottenere una parte del ricavato; la causa diede ragione a Dylan in quanto questi aveva commissionato i brani a Levy il quale era stato poi pagato per essi e questo garantiva a Dylan la proprietà esclusiva dei brani e a Levy solo parte delle royalty per i brani e non per la vendita dei diritti dei brani stessi.

## Registrazione
In quei giorni Dylan cominciò a lavorare su molte canzoni terminandone almeno una, Abandoned Love. Casualmente, alla fine di giugno, guidando per il Greenwich Village, incontra Scarlet Rivera e le propone di provare alcune canzoni in studio, dove passeranno tutto il pomeriggio. Secondo la Rivera provarono One More Cup of Coffee (Valley Below), Isis e Mozambique, Dylan alla chitarra e al pianoforte e lei al violino. Poco dopo Dylan chiese alla Rivera se voleva unirsi a lui per la registrazione di Desire e lei accettò.

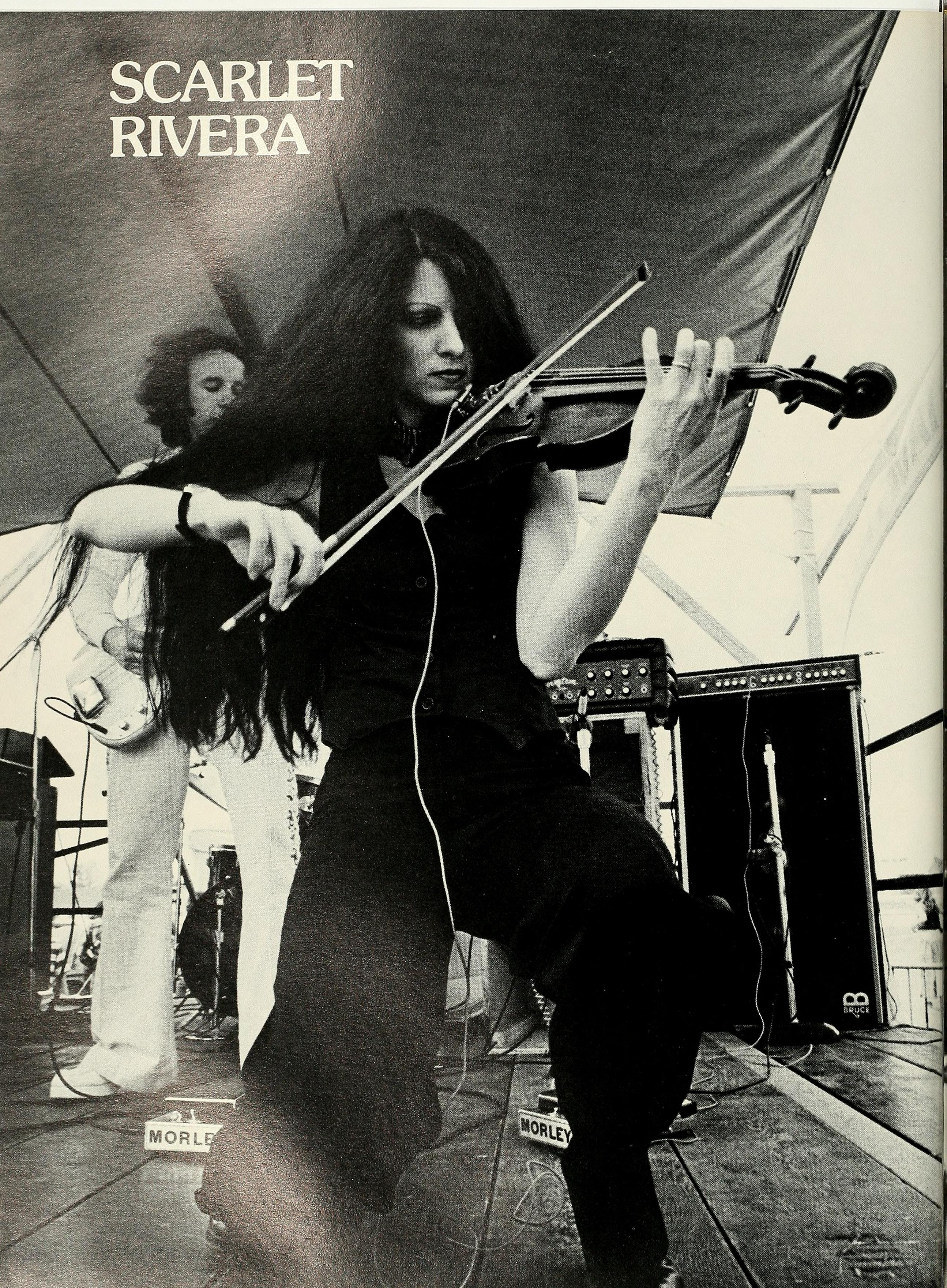
Scarlet Rivera nel 1976

Comincia anche la collaborazione con Levy. Una sera Dylan lo invitò nel suo loft e gli fece sentire la prima bozza di Isis. Secondo Levy assomigliava ad un "lento canto funebre", diverso da qualsiasi cosa avesse mai sentito, dava l'impressione che fosse l'inizio di una lunga storia. Fu da questo momento che Dylan e Levy cominciarono a lavorare assieme. Secondo Levy fu un piacevole sodalizio, lui scriveva le parole mentre Dylan contribuiva con le idee. Scrissero fino alle prime ore del mattino, dopo di che andarono insieme al The Other End, dove Dylan lesse il testo al pubblico che lo accolse favorevolmente.
Le registrazioni vere e proprie cominciarono il 14 luglio con due canzoni, Joey e Rita Mae, una canzone corta dedicata alla scrittrice Rita Mae Brown che uscirà solo come singolo. A questo punto la Rolling Thunder Revue non è ancora formata. Infatti suonano solo la Dave Mason Band, Scarlet Rivera e altri musicisti. Scoraggiato dal risultato, Dylan si convince ancora di più a formare un proprio gruppo per la registrazione dell'album.
Dopo questa seduta Dylan e Levy si ritirarono a Hapton per lavorare alle loro canzoni. Secondo Levy, scrissero quattordici canzoni in tre settimane finendone metà in meno di due settimane. Complessivamente la stesura delle canzoni non occupò più di quattro settimane di lavoro.
Dylan torna nello studio il 28 luglio con circa ventuno musicisti a sua disposizione. Per molti versi le registrazioni furono un processo caotico e molti musicisti raccontarono in seguito la loro frustrazione. Dylan era determinato a registrare le canzoni live, ma il produttore Don De Vito, per inesperienza, lo fa registrare su nastri multipista, che rendono difficile il corretto missaggio delle canzoni.
Neil Hubbard, presente alle sessioni, notò che c'erano troppi musicisti e che mancava un leader. Eric Clapton, uno dei cinque chitarristi presenti in studio, parlò più tardi con Dylan proponendogli di suonare con altri musicisti di sua conoscenza, anche se capì che erano canzoni molto difficili da suonare con un gruppo così numeroso e consigliò a Dylan di usare una band più piccola, stesso consiglio che Rob Stoner diede al produttore Don De Vito. Altri musicisti partecipanti furono Rob Stoner, Scarlet Rivera, Emmylou Harris e la pub-band inglese Kokomo.
Il giorno seguente Dylan tornò in studio con la metà dei musicisti: Stoner, Rivera, Harris, Hugh McCracken, il sassofonista Mel Collins e il percussionista dei Kokomo, Jody Linscott. In questa sessione registreranno solo una versione di Oh, Sister.
Nella notte del 30 luglio Dylan ritorna in studio con un piccolo gruppo di musicisti tra cui Stoner, Rivera, Harris, il batterista Howie Wyeth (un amico di Stoner, ingaggiato da Dylan su suo consiglio). La maggior parte di questo gruppo sarà il cuore della Rolling Thunder Revue. La differenza appare evidente fin dall'inizio, quando eseguirono un'ottima versione di Isis al primo tentativo. Sia Dylan che Stoner furono soddisfatti di questa sessione, nella quale a parere di Stoner il suono risultava più intimo.
Cinque delle nove canzoni incluse nell'album furono registrate in questa sessione, così come una lenta versione di Isis, la versione originale di Hurricane, Rita Mae e Golden Loom, inclusa in The Bootleg Series Volume 1-3 (Rare & Unreleased) 1961-1991. Solo Emmylou Harris fu insoddisfatta del risultato. Sarà la sua ultima sessione perché precedenti impegni le impediscono di continuare.
La notte seguente registreranno le versioni principali di Isis, Abandoned Love e Sara.
Molti dei musicisti che collaborarono all'album presero poi parte al successivo tour noto come Rolling Thunder Revue.

## Outtakes
Le sessioni di Desire produssero un certo numero di outtakes. Abandoned love venne suonato per la prima volta al The other end il 3 luglio 1975. Fu pubblicato ufficialmente solo nel 1985, nella raccolta Biograph; originariamente doveva essere incluso nell'album, ma fu sostituito da Joey. L'esecuzione al The other end è l'unica versione live del brano e la registrazione circola ad un prezzo altissimo tra i collezionisti.
Altre due registrazioni furono incluse in The Bootleg Series Volume 1-3 (Rare & Unreleased) 1961-1991. Si tratta di Catfish, un tributo al giocatore di baseball Jim Hunter, e Golden Loom.

## Accoglienza
L'album rimase al primo posto della classifica Billboard 200 per cinque settimane, in Australia per tre settimane e in Olanda, raggiunse il terzo posto nella classifica inglese, in Austria e Nuova Zelanda e la quarta in Norvegia. Rappresenta uno dei maggiori successi in termini di vendite e vinse due dischi di platino.

## Tracce
Testi e musiche di Bob Dylan e Jacques Levy, eccetto dove indicato.
1. Hurricane – 8:33
2. Isis – 6:58
3. Mozambique – 3:00
4. One More Cup of Coffee (Valley Below) – 3:43 (Dylan)
5. Oh, Sister – 4:05
6. Joey – 11:05
7. Romance in Durango – 5:50
8. Black Diamond Bay – 7:30
9. Sara – 5:29 (Dylan)

## Crediti
- Bob Dylan – voce, chitarra ritmica, armonica, pianoforte in Isis
- Scarlet Rivera – violino
- Howard Wyeth – batteria, pianoforte
- Dom Cortese – fisarmonica
- Vincent Bell – bouzouki
- Rob Stoner – basso, cori
- Emmylou Harris – cori
- Ronee Blakley – cori in Hurricane
- Steven Soles – cori in Hurricane